# Aeroporto di Pattonville
L'Aeroporto di Pattonville (ICAO: EDTQ) é un aeroporto tedesco situato nei pressi del quartiere di Pattonville, nel distretto Nord di Stoccarda.